# جيمي ديفيس (لاعب كرة قدم)
جيمي ديفيس (بالإنجليزية: Jimmy Davis)‏ (6 فبراير 1982 في المملكة المتحدة - 9 أغسطس 2003 بأكسفوردشير في المملكة المتحدة) هو لاعب كرة قدم بريطاني في مركز الوسط. لعب مع رويال أنتويرب وسويندون تاون ومانشستر يونايتد ونادي واتفورد.

## وصلات خارجية
- جيمي ديفيس على موقع قاعدة بيانات كرة القدم.إي يو (الإنجليزية)
- جيمي ديفيس على موقع Soccerbase.com (لاعب) (الإنجليزية)